# Erich Raeder
Erich Johann Albert Raeder (24. dubna 1876 Wandsbek – 6. listopadu 1960 Kiel) byl vrchní velitel německého válečného námořnictva před a v průběhu druhé světové války, a to až do svého odvolání Hitlerem v květnu 1943. Jeho nástupcem byl velkoadmirál Karl Dönitz. Byl nositelem nejvyšší německé námořní hodnosti velkoadmirál (Großadmiral). Byl první německý námořník, který tuto poctu obdržel od dob Alfreda von Tirpitz. V Norimberském procesu byl odsouzen k doživotnímu vězení, ale 26. září 1955 byl z důvodu nemoci propuštěn a věnoval se psaní pamětí.

## Mládí
Erich Raeder se narodil do středostavovské rodiny ředitele školy ve městě Wandsbek v pruské provincii Šlesvicko-Holštýnsko v Německém císařství. V roce 1894 mladý Erich vstoupil do císařského námořnictva. V roce 1912 se stal náčelníkem štábu admirála Franz von Hippera. Na této pozici sloužil i v průběhu první světové války a účastnil se i bitvy u Jutska v roce 1916. V roce 1922 byl Raeder povýšen do hodnosti kontradmirála a v roce 1925 do hodnosti viceadmirála. V říjnu 1928 byl povýšen do hodnosti admirála a zároveň byl jmenován velitelem Reichsmarine, námořnictva Výmarské republiky.

## Krize německého loďstva
Poté, co Německo prohrálo první světovou válku, bylo německé loďstvo, které stále ještě představovalo mocnou námořní sílu, internováno na britské námořní základně ve Scapa Flow. Tato internace loďstva vycházela z klauzule Versailleské smlouvy. 74 lodí bylo vydáno do britských rukou, ale námořníci raději 21. června 1919 svoje lodě potopili. Rozkaz k potopení celé flotily vydal admirál Ludwig von Reuter, který doufal, že tímto činem zachrání čest německého námořnictva. Potopením lodí sice Němci zabránili tomu, aby je Britové převzali do svého loďstva, ale zároveň tím poslali ke dnu všechny moderní a bojeschopné lodě. Německo tímto krokem fakticky přestalo být námořní mocností. Navíc v poraženém Německu, které bylo zmítáno hospodářskými krizemi, byla stavba nových lodí nemyslitelná. A také zde působila omezení, která byla na Německo uvalena vítěznými spojenci. Především byla zakázána stavba bitevních lodí s výtlakem větším než 10 000 tun. Přesto již však ve 20. letech zahájily některé loděnice jednání s námořními důstojníky o výstavbě nových lodí. V těchto dobách také vznikl zcela nový typ lodě, který byl nazýván kapesní bitevní loď nebo prostě Panzerschiff (pancéřová loď). První lodí tohoto typu byla Lützow a poté byly postaveny ještě Admiral Scheer a Admiral Graf Spee.

## Znovuvybudování německého námořnictva
Poté, co se Adolf Hitler stal 30. ledna 1933 říšským kancléřem, bylo rozhodnuto o přestavbě německého loďstva pro případnou válku s Francií a hlavně Velkou Británií. 20. dubna 1936 Hitler povýšil admirála Raedera do hodnosti Generaladmiral. Do jeho pravomoci také dal velení nad přestavbou loďstva. Byl vypracován tzv. „plán Z“, který byl přijat poté, co si Hitler vymohl revizi smlouvy z Versailles, která omezovala německou armáda a to včetně námořnictva natolik, že nebylo možno jej považovat za mocnost. Hitler si však vymínil revizi této smlouvy a Velká Británie dovolila, že Německo smí vlastnit 45 % tonáže britského loďstva. 31. října 1938 byl plánovacímu výboru předložen finální návrh plánu Z, který vytvořil viceadmirál Guse. Návrh předpokládal, že Německo vybuduje flotilu se dvěma bitevními loďmi typu Bismarck – Bismarck a Tirpitz, k nim se přidají dvě lodě třídy Gneisenau, které budou v roce 1942 opatřeny děly ráže 380 mm, tři nové bitevní křižníky s výtlakem 32 000 tun a šesti děly ráže 380 mm a vysokou rychlostí. Navíc se předpokládalo, že dále bude do roku 1948 doplněn na 12 lodí, dvě letadlové lodě s výtlakem 23 200 tun, z nichž už byla loď Graf Zeppelin spuštěna na vodu 8. prosince 1938, ale poté byla několikrát zastavena a definitivně byla stavba ukončena v roce 1943, pět těžkých křižníků o výtlaku 10 000 tun, čtyři lehké křižníky a devět výzvědných křižníků, 47 torpédoborců, 54 torpédových člunů a celkem 229 ponorek. Počty měly být do roku 1948 navýšeny podle potřeb. Plán byl navíc doplněn o výstavbu bitevních superlodí třídy H, které měly být podle posledních plánů vyzbrojeny osmi děly ráže 406 mm a výtlakem blížícím se 100 000 tunám. Tento plán byl však opuštěn, protože válka vypukla dříve než plán předpokládal.

## Druhá světová válka
V roce 1939 byl Raeder povýšen do hodnosti velkoadmirála (Großadmiral) a později naplánoval operaci Weserübung, ve které Německo dobylo Norsko a Dánsko. Ačkoli tato operace byla spojena se značnými ztrátami německého loďstva a letectva, bylo cíle dosaženo.
Raeder nebyl příznivcem operace Seelöwe, což bylo krycí jméno pro německou invazi na území Velké Británie. Přesto však schvaloval německé korzárské výpravy do Atlantiku a výpravy na pomoc německým vojskům v severní Africe. S jeho obdobím ve funkci velitele německého loďstva je spojen hlavně začátek korzárských výprav hladinových lodí a hlavně také ponorková válka, která však vyvrcholila až za jeho nástupce Karla Dönitze, který byl do té doby vrchním velitelem ponorkového loďstva. Ponorky byly navíc po zničení většiny hladinových lodí jedinými plavidly, kterými mohlo Německo bojovat proti spojencům v Atlantiku i jiných mořích.
Po napadení Sovětského svazu 22. června 1941 bylo německé námořnictvo nuceno bojovat nejen v Atlantiku, ale také v severních mořích, aby zastavilo spojenecké konvoje se zásobami pro Sovětský svaz. 31. prosince 1942 došlo k bitvě v Barentsově moři, kde bylo silnější německé loďstvo zahnáno na útěk slabší ochranou konvoje JW 51B, a tento neúspěch hladinového loďstva byl důvodem Hitlerova sporu s Raederem o dalším osudu hladinových lodí. Hitler chtěl většinu zbývajících lodí rozebrat a sázel hlavně na ponorky. Po roztržce s Hitlerem, kdy byl Raederovi vyčítán stav Kriegsmarine, požádal velkoadmirál o zproštění služby koncem ledna 1943.
Po odchodu ze služby byla Raederovi udělena funkce admirál – inspektor, ale v činné službě již nebyl. Po odchodu z velení ještě vedl dvě německé delegace, k maďarskému regentu Horthymu a na pohřeb bulharského cara Borise III.

## Norimberský proces a pozdní léta
Po skončení války byl Raeder obviněn před Mezinárodním soudním tribunálem z válečných zločinů, které mu byly prokázány v Norimberském procesu. Za vedení válečných akcí a za plánování invaze do Norska a Dánska, při které utrpěla i Velká Británie značné ztráty lodí, byl odsouzen k doživotnímu vězení.
Nutno podotknout, že Raeder nebyl odsouzen za vedení námořní války, kde se za něj mimo jiné ve svém vyjádření postavil i americký admirál Nimitz, který potvrdil, že americké vedení války nebylo v Tichém oceánu příliš odlišné. Také britská admiralita svým vyjádřením vyvracela Raederovo obvinění. Odsouzen byl na základě vedení útočné války zejména proti Norsku, ačkoliv sami Britové hodlali obsadit Norsko pouze několik dnů poté, co proběhla německá invaze.
Raeder po vynesení rozsudku požádal o změnu trestu na smrt zastřelením, ale nebylo mu vyhověno. Z důvodů závažné nemoci byl však 26. září 1955 propuštěn. Po propuštění se věnoval sepisování svých pamětí Mein Leben (Můj život), které byly vydány v roce 1957. Erich Raeder zemřel v Kielu 6. listopadu 1960.

## Shrnutí vojenské kariéry

### Data povýšení
- Seekadett – 13. květen 1895
- Unterleutnant zur See – 25. říjen 1897
- Leutnant zur See – 1. leden 1899
- Oberleutnant zur See – 9. duben 1900
- Kapitänleutnant – 21. březen 1905
- Korvettenkapitän – 15. duben 1911
- Fregattenkapitän – 26. duben 1917
- Kapitän zur See – 29. listopad 1919
- Konteradmiral – 1. srpen 1922
- Vizeadmiral – 10. září 1925
- Admiral – 1. říjen 1928
- Generaladmiral – 20. duben 1936
- Großadmiral – 1. duben 1939

### Významná vyznamenání
- Rytířský kříž železného kříže – 30. září 1939
- Rytířský kříž královského pruského domácího řádu Hohenzollernů s meči – 3. červen 1916
- Pruský železný kříž I. třídy – 18. únor 1915
- Pruský železný kříž II. třídy – 19. listopad 1914
- Spona k pruskému železnému kříži II. třídy – září 1939
- Spona k pruskému železnému kříži I. třídy – září 1939
- Čestný rytíř II. třídy velkovévodského oldenburského domácího a záslužného řádu vévody Petra Fridricha Ludvíka se stříbrnou korunou – 17. září 1907
- Královský pruský řád červené orlice IV. třídy – 22. červen 1907
- Královský pruský řád červené orlice IV. třídy s korunou – 5. září 1911
- Komtur rakouského císařského řádu Františka Josefa – 5. září 1911
- Ruský řád sv. Stanislava II. třídy – 16. duben 1913
- Velkovévodský oldenburský kříž Friedricha Augusta I. třídy – 22. srpen 1916
- Velkovévodský oldenburský kříž Friedricha Augusta II. třídy (první světová válka)
- Turecký železný půlměsíc (první světová válka)
- Královský bavorský záslužný řád IV. třídy s meči a korunou – 20. prosinec 1916
- Rakouský vojenský záslužný kříž III. třídy s válečnou dekorací – 4. září 1918
- Komtur Královského řeckého řádu Spasitele – 14. květen 1912
- Královský pruský služební kříž (první světová válka)
- Velkokříž finského řádu bílé růže – 27. únor 1936
- Velkodůstojník královského italského řádu sv. Mauricia a sv. Lazara – 7. květen 1934
- Velkokříž královského italského řádu sv. Mauricia a sv. Lazara – 29. září 1937
- Královský rumunský řád Michala Vítěze I. třídy – 14. říjen 1941
- Královský rumunský řád Michala Vítěze II. třídy – 14. říjen 1941
- Královský rumunský řád Michala Vítěze III. třídy – 14. říjen 1941
- Velkokříž finského řádu kříže Svobody s meči – 25. březen 1942
- Velkokříž královského jugoslávského řádu bílého orla – 2. červen 1939
- Řád vycházejícího slunce, I. třídy na velké stuze s hvězdami – 9. listopad 1937
- Velkokříž královského španělského řádu za zásluhy na moři – 16. listopad 1928
- Velkodůstojník chilského záslužného řádu – srpen 1930
- Velkokříž královského španělského námořního záslužného kříže v bílém – 21. srpen 1939
- Královská bulharská válečná pamětní medaile – 20. listopad 1917
- Královská bulharská válečná pamětní medaile s meči – 30. listopad 1937
- Královská maďarská válečná pamětní medaile s meči – 3. červen 1931
- Turecká stříbrná medaile İmtiyaz se šavlí (první světová válka)
- Čínská pamětní medaile v oceli – 12. prosinec 1912
- Císařský čínský řád dvojhlavého draka III. třídy – 10. říjen 1898
- Velkokříž královského bulharského vojenského řádu za zásluhy – 28. červen 1934
- Královský maďarský záslužný řád I. třídy – 5. prosinec 1934
- Velkokříž královského bulharského řádu sv. Alexandra s meči – 3. září 1941
- Velkokříž královského italského vojenského řádu ze Savoj – 4. duben 1942
- Velkokříž královského bulharského záslužného řádu na válečné stuze s meči – 8. únor 1943
- Zlatý stranický odznak – 30. leden 1937
- Medaile na památku návratu Memelu
- Olympijské vyznamenání I. třídy – 16. srpen 1936
- Kříž cti – 9. říjen 1934
- |  |  |  Služební vyznamenání wehrmachtu od IV. do I. třídy – 2. říjen 1936